# Akademmistečko (stanice metra v Kyjevě)
Akademmistečko (ukrajinsky Академмістечко) je konečná stanice kyjevského metra na Svjatošynsko-Brovarské lince.

## Charakteristika
Stanice je trojlodní, pilíře jsou obloženy mramorem. Obklad kolejových zdí je z bílého a modrého mramoru. Stanice má dvě patra, v spodním patře se nachází stanice metra a v horním různé obchody a obchodní pasáže.
Stanice má dva vestibuly, vestibuly ústí na prospekt Peremohy a na pěší zóny.
Vestibuly jsou s nástupištěm propojeny schodištěm.

## Kritika
Ačkoliv se u východů nachází eskalátory, kvůli špatné konstrukci jsou dodnes nefunkční. 
Během větších deštů jsou východy ze stanice zaplavovány vodou.